# Kriegsdenkmünze für 1815 (Frankfurt am Main)
Die Kriegsdenkmünze für 1815 wurde am 2. April 1816 vom Senat der Freien Stadt Frankfurt gestiftet. Sie konnte an Offiziere und Mannschaften aus dem Gebiet der Stadt Frankfurt verliehen werden, die sich während der Befreiungskriege verdient gemacht hatten.
Das Ordenszeichen ist eine silberne Medaille, die auf der Vorderseite einen nach rechts blickenden Frankfurter Adler zeigt, dessen Brust von einem  F  geschmückt ist. Auf der Rückseite sind mittig, von einem Palm- und einem Lorbeerkranz umschlossen, die Worte FRANKFURTS STREITERN IM BUNDE 1815 zu lesen.
Die Auszeichnung wurde an einem 37 mm breiten roten Band mit drei weißen Streifen auf der Ordensschnalle getragen.